# Lithodidae
Los litódidos (Lithodidae) son una familia de crustáceos del orden de los decápodos y habitantes principalmente de los mares fríos. En relación con su tamaño, generalmente grande, muchas especies son empleadas como alimento por los seres humanos.
Se cree que derivaron de los cangrejos ermitaños; aunque todavía existen dudas sobre esta teoría, los Lithodidae son el ejemplo más citado de carcinización —adquisición de las características propias de un cangrejo de mar— en decápodos. La prueba la ofrece la asimetría del abdomen adulto, similar a la de los cangrejos ermitaños, que deben encajar en un caparazón espiral.

## Especies
Son conocidas alrededor de 40 especies, divididas en 14 géneros:
- Acantholithodes Holmes, 1895
  - Acantholithodes hispidus (Stimpson, 1860)
- Cryptolithodes Brandt, 1848
  - Cryptolithodes brevifrons
  - Cryptolithodes sitchensis Brandt, 1853
  - Cryptolithodes typicus Brandt, 1848
- Dermaturus Brandt, 1850
  - Dermaturus mandtii Brandt, 1850
- Glyptolithodes Faxon, 1895
  - Glyptolithodes cristatipes (Faxon, 1893)
- Hapalogaster Brandt, 1850
  - Hapalogaster cavicauda Stimpson, 1859
  - Hapalogaster grebnitzkii Schalfeew, 1892
  - Hapalogaster mertensii Brandt, 1850
- Lithodes Latreille, 1806
  - Lithodes aequispinus J. E. Benedict, 1895
  - Lithodes agassizii
  - Lithodes antarcticus - centolla patagónica o chilena
  - Lithodes couesi J. E. Benedict, 1895
  - Lithodes longispina Sakai, 1971
  - Lithodes maja (Linnaeus, 1758)
  - Lithodes nintokuae Sakai, 1976
- Lopholithodes Brandt, 1848
  - Lopholithodes foraminatus (Stimpson, 1859)
  - Lopholithodes mandtii Brandt, 1848
- Neolithodes A. Milne-Edwards & Bouvier, 1894
  - Neolithodes agassizii (S. I. Smith, 1882)
  - Neolithodes diomedeae (J. E. Benedict, 1895)
  - Neolithodes grimaldii (A. Milne-Edwards & Bouvier, 1894)
- Oedignathus Benedict, 1895
  - Oedignathus inermis (Stimpson, 1860)
- Paralithodes Brandt, 1848

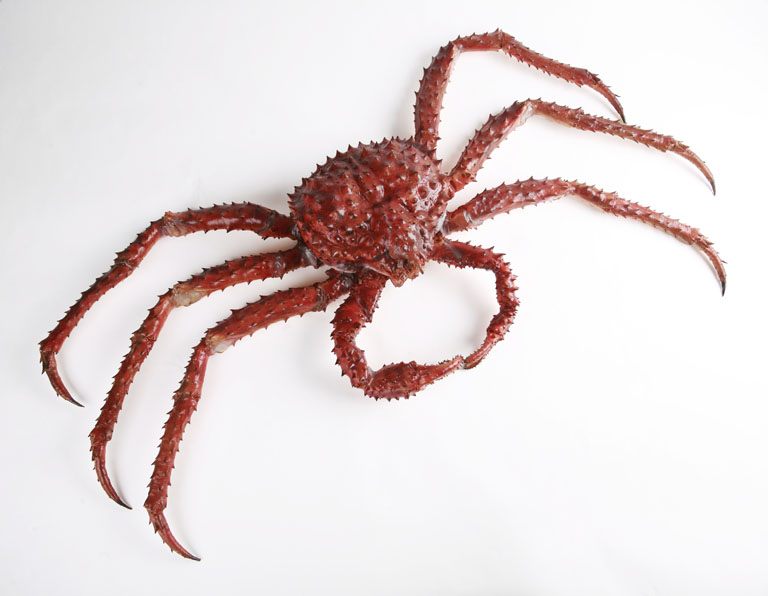
Paralithodes camtschaticus

- - Paralithodes brevipes (H. Milne Edwards & Lucas, 1841)
  - Paralithodes californiensis (J. E. Benedict, 1895)
  - Paralithodes camtschaticus (Tilesius, 1815)
  - Paralithodes platypus Brandt, 1850
  - Paralithodes rathbuni (J. E. Benedict, 1895)
- Paralomis White, 1856
  - Paralomis africana Macpherson, 1982
  - Paralomis anamerae Macpherson, 1988
  - Paralomis arethusa Macpherson, 1994
  - Paralomis birsteini Macpherson, 1988
  - Paralomis bouvieri Hansen, 1908
  - Paralomis cristulata Macpherson, 1988
  - Paralomis cubensis Chace, 1939
  - Paralomis erinacea Macpherson, 1988
  - Paralomis formosa Henderson, 1888
  - Paralomis hirtella De Saint Laurent & Macpherson, 1997
  - Paralomis hystrix (De Haan, 1844)
  - Paralomis jamsteci Takeda & Hashimoto, 1990
  - Paralomis microps Filhol, 1884
  - Paralomis multispina (Benedict, 1894)
  - Paralomis spectabilis Hansen, 1908
  - Paralomis spinosissima
  - Paralomis verilli (Benedict, 1894)
- Phyllolithodes Brandt, 1848
  - Phyllolithodes papillosus Brandt, 1848
- Placetron Schalfeew, 1892
  - Placetron wosnessenskii Schalfeew, 1892
- Rhinolithodes Brandt, 1848
  - Rhinolithodes wosnessenskii Brandt, 1848